# Condado de Fremont (Wyoming)
O Condado de Fremont (em inglês:  Fremont County) é um dos 23 condados do estado americano do Wyoming. A sede do condado é Lander e a maior cidade é Riverton. Foi fundado em 1884 e recebeu o seu nome em homenagem ao explorador e político John Charles Frémont.
O condado possui uma área de 23 998 km², dos quais 23 786 km² estão cobertos por terra e 212 km² por água, uma população de 40 123 habitantes, e uma densidade populacional de 1,7 hab/km² (segundo o censo nacional de 2010). É o quinto condado mais populoso do Wyoming.